# 雁之巢站
雁之巢站（日语：／ Gannosu eki */?）是一個位於日本福岡縣福岡市東區雁之巢的鐵路車站，屬於九州旅客鐵道香椎線的鐵路車站。

## 车站布局
本站為無人站，有兩個側式月台跟兩條股道，有一個小型站房做為候車室用，兩個月台之間以平面通道相連；該通道位於車站的海之中道方向，也常被鄰近居民用做平交道。上行月台有自動售票機，下行月台則裝有乘車卡讀卡機與乘車證明印製機。 

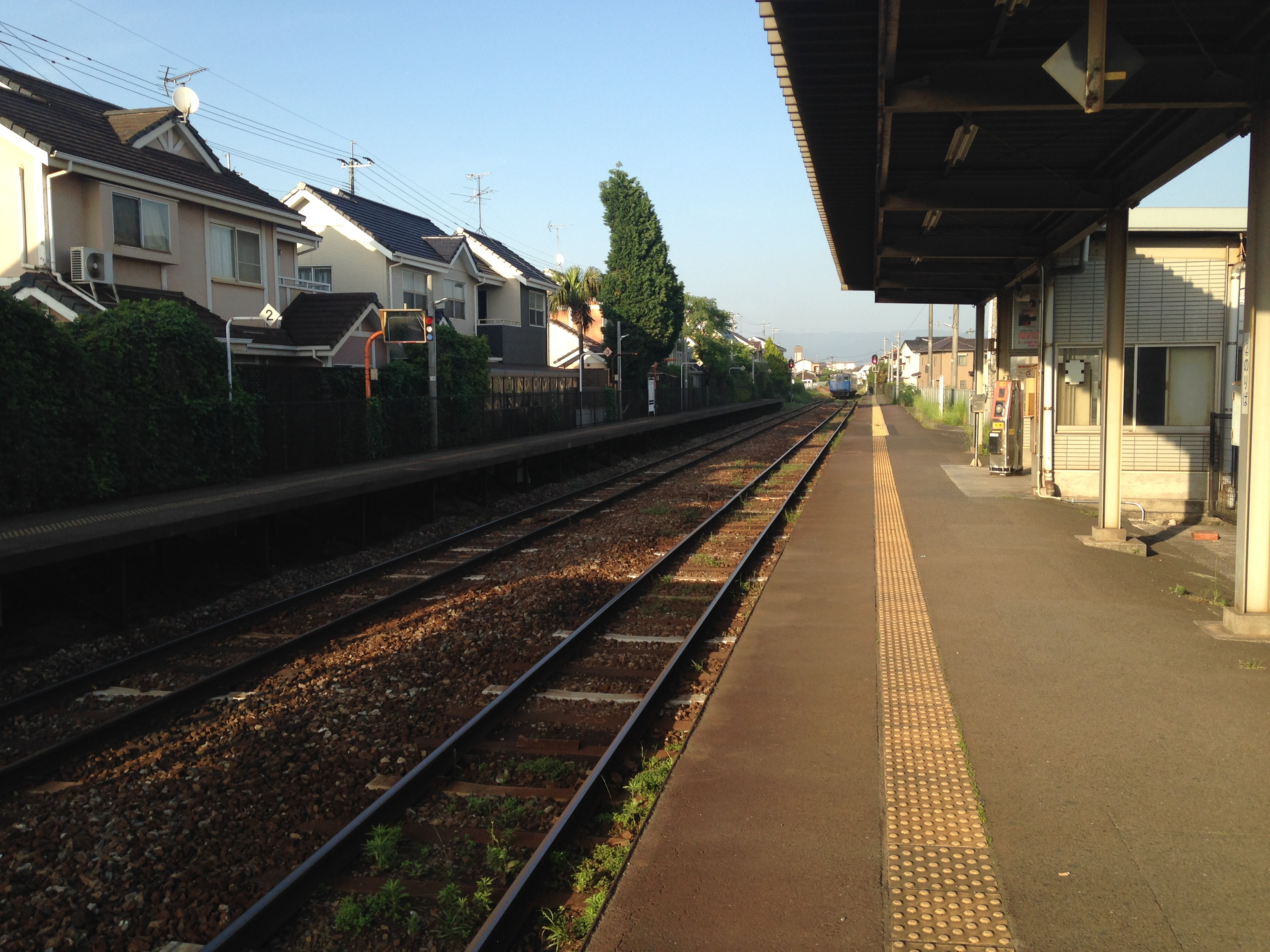
从奈多方向看的车站月台和轨道。
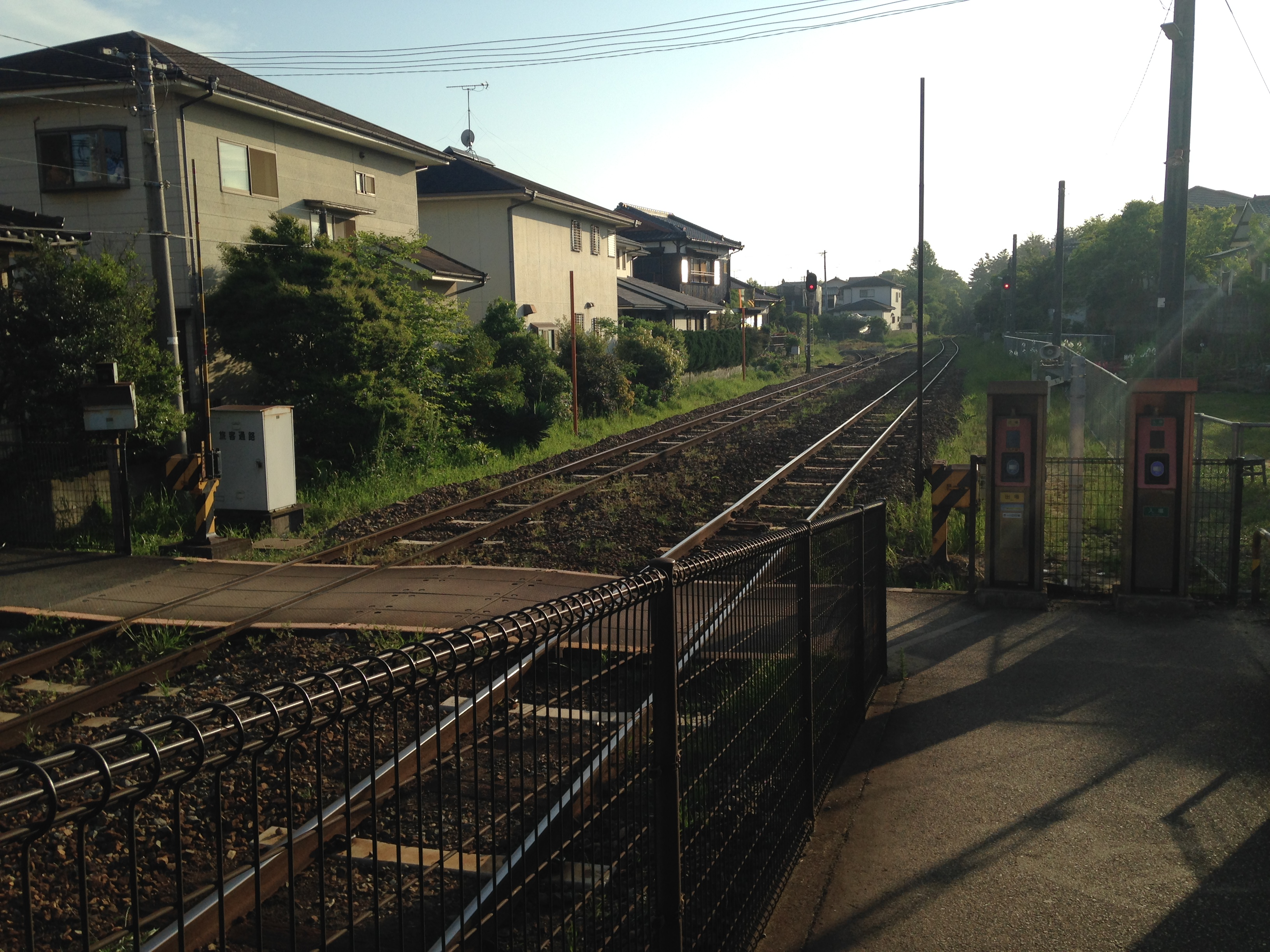
站房对面的车站入口，可見读卡器和平交道。

### 月台配置
| 月台 | 路線   | 方向 | 目的地           |
| ---- | ------ | ---- | ---------------- |
| 1    | 香椎線 | 上行 | 西戶崎方向       |
| 2    | 香椎線 | 下行 | 長者原、宇美方向 |

## 历史
本站由私鐵博多灣鐵道於1904年1月1日開業，當時稱為奈多站，位於西戶崎到須惠的路線上。博多灣鐵道於1920年改名為博多灣鐵道汽船。
1942年9月19日，博多灣鐵道汽船與其他几家公司合并为九州电车，三天后該公司成為了西日本铁道。不過在1944年5月1日，西戶崎到宇美的路線，都被收歸國有；本站轉由日本鐵道省管理，更名為雁之巢，該路線則成為香椎線。
1960年又於距離本站0.9公里處新設奈多站。1987年4月1日，日本國鐵私有化，本站轉交九州旅客鐵道。
2015年3月14日，本站開始「車站集中管理服務」的遠程管理。雖然本站無服務人員，但使用自動售票機或驗票閘門的旅客，如有問題，可由對講機向中央服務中心的工作人員求助。

## 旅客统计
在2016年度，本站平均每天有377名上車的乘客，位居JR九州車站繁忙排名第276位。 

## 相鄰車站
九州旅客鐵道
 香椎線
海ノ中道（JD02）－雁之巢（JD03）－奈多（JD04）

## 外部連結
- JR九州 – 雁之巢車站 （页面存档备份，存于）（日語）